# Hvězdokupa Jesličky
Hvězdokupa Jesličky (nazývaná také Messier 44, M44, NGC 2632, Včelí úl nebo Praesepe) je jasná otevřená hvězdokupa v souhvězdí Raka. Se svou vzdáleností přibližně 607 světelných let od Země
patří mezi nejbližší hvězdokupy a proti jiným blízkým hvězdokupám je mnohem bohatší na hvězdy. Na průzračně tmavé obloze je viditelná pouhým okem jako mlhavý objekt. Klaudios Ptolemaios ji popsal jako „mlhavou hmotu na prsou Raka“. Jesličky také patří mezi první objekty, které svým dalekohledem na konci roku 1609 pozoroval Galileo Galilei. Galileo také jako první určil, že jde o hvězdokupu, když napsal, že se skládá z jednotlivých hvězd.
Nejjasnější hvězdy této hvězdokupy mají hvězdnou velikost 6 až 7 a jsou pohodlně viditelné triedrem klidně i uprostřed města.
Její stáří a vlastní pohyb jsou srovnatelné s Hyádami, což naznačuje společný původ obou hvězdokup. Kromě toho Jesličky i Hyády obsahují červené obry i bílé trpaslíky, což jsou závěrečná období vývoje hvězd, a velký počet hvězd hlavní posloupnosti spektrální třídy A, F, G, K a M.
Odhady vzdálenosti hvězdokupy se pohybují v rozmezí od 160 do 187 parseků (550 až 610 světelných let),
ale ohledně jejího stáří, které se odhaduje na 580 milionů let, panuje větší shoda.

## Pozorování

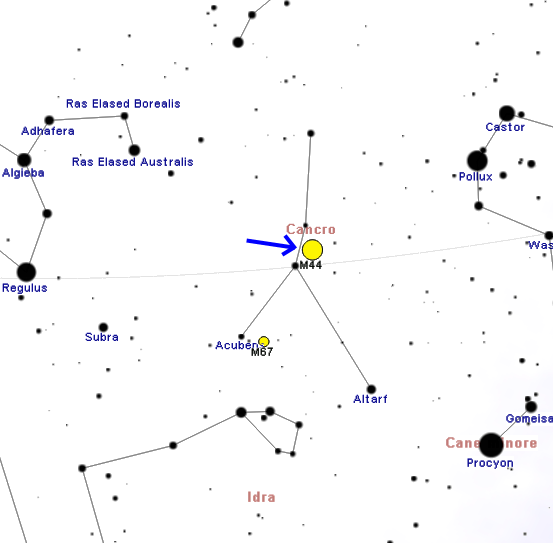
Poloha M 44 v souhvězdí Raka

Jesličky jsou jedním z nejsnadněji pozorovatelných objektů. Na dostatečně tmavé obloze jsou viditelné i pouhým okem. Pro jejich vyhledání se často používají Regulus a Pollux, dvě jasné hvězdy, mezi nimiž Jesličky leží. Na severní polokouli jsou vidět na večerní obloze od konce prosince do konce června a vychází tam vysoko na oblohu. Naopak na jižní polokouli jsou méně nápadné, ale i tam jsou snadno vyhledatelné a pozorovatelné.
Při pohledu pouhým okem Jesličky vypadají jako světlá skvrna mlhavého nebo zrnitého vzhledu. Při dokonale průzračné a tmavé obloze je za příhodných podmínek občas možné rozeznat v nich dvě až tři slabé hvězdičky, ale pozadí stále zůstává mlhavé a neurčité. Ovšem již obyčejný triedr dokáže hvězdokupu zcela rozložit a je možné se tak přesvědčit, že mezi jejími hvězdami nejsou stopy žádné skutečné mlhoviny. Triedr 10x50 rozliší několik desítek žlutavě bílých hvězd až do deváté magnitudy rozesetých v oblasti o průměru větším než jeden stupeň. S dalekohledem o průměru 150 mm je při nízkém zvětšení možné prohlížet najednou celou hvězdokupu, ale při větším zvětšení se již kvůli své rozlehlosti nevejde celá do zorného pole.
Celková magnituda Jesliček je 3,1 a do sedmé magnitudy čítá třináct hvězd. Mezi těmito hvězdami vyniká ε Cancri s magnitudou 6,3.
Do 10. magnitudy obsahuje asi 80 hvězd a do 17. magnitudy asi 350 hvězd.

### Zákryty

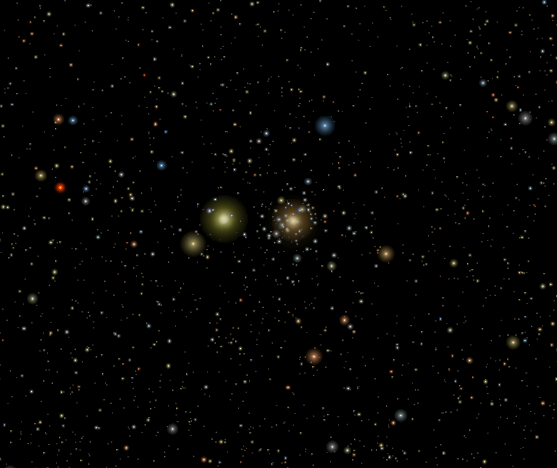
Simulovaná konjunkce Marsu a Saturnu s Jesličkami, která nastala 15. června 2006. Mars je červená planeta uprostřed hvězdokupy a Saturn je jasné žluté těleso vlevo od Marsu.

Díky tomu, že jsou Jesličky vzdálené pouze 1,5° od ekliptiky, bývají často přecházeny a zakrývány některými tělesy sluneční soustavy. Často se stává, že přes tuto hvězdokupu přechází Měsíc a téměř celou ji zakrývá. Tuto podívanou sledují nejčastěji amatérští astronomové, také ti, kteří, kteří jsou vybaveni pouze malými pozorovacími přístroji, jako je obyčejný triedr nebo malý dalekohled. Větší dalekohledy, jak bylo napsáno výše, často kvůli velkému zvětšení nepojmou tuto rozsáhlou hvězdokupu do svého zorného pole celou. Ve skutečnosti je možné tuto událost pozorovat i pouhýma očima, ale pomocí dalekohledu je možné plně rozeznat a přesně pozorovat, jak Měsíc zakrývá jednotlivé členy této hvězdokupy. Tyto zákryty využívají i profesionální astronomové k výzkumu dvojhvězd v této hvězdokupě.
Často také nastává zdánlivé přiblížení planet k této hvězdokupě a občas planety přechází i přímo uprostřed ní. Nejčastěji tak činí planety blízké Zemi (Merkur, Venuše a Mars).
Díky těmto pravidelným setkáním, která nastávají průměrně jednou za 2 až 3 roky, je možné na obloze pozorovat jedinečné obrazce, případně výrazně odlišné odstíny barev. Jedno z takových pohledných setkání nastalo 15. června 2006, když byly v konjunkci s Jesličkami planety Mars a Saturn. Tehdy se Saturn nacházel téměř přesně na ekliptice, zatímco Mars procházel přímo uprostřed hvězdokupy, prošel 45 úhlových minut od hvězdy 38 Cancri a pak pokračoval průchodem mezi hvězdami HD 73710 a HD 73785.

### Precesní pohyb souřadnic

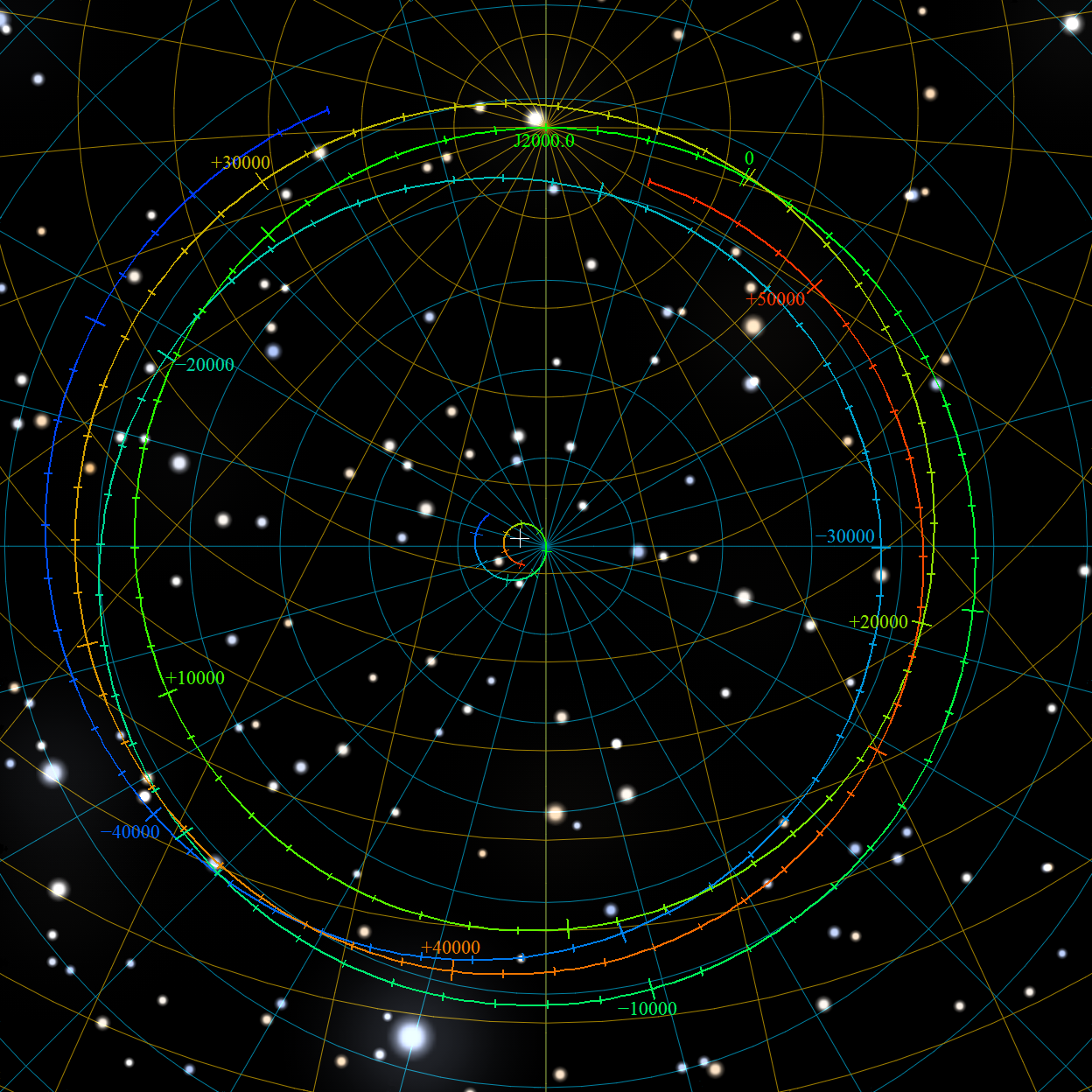
Projekce precesní dráhy severního pólu na pevné obloze epochy J2000.0 pro časový interval od 48000 př. n. l. do 52000 n. l.. Jasná hvězda dole je Vega

Kvůli jevu známému jako precese zemské osy se souřadnice hvězd a souhvězdí v průběhu precesního cyklu (platónského roku) výrazně mění v závislosti na jejich úhlové vzdálenosti od severního a jižního pólu ekliptiky.
Díky tomu, že Jesličky leží pouze 1,5° severně od ekliptiky, je jejich deklinace, a tedy i výška nad obzorem, v některých ročních obdobích shodná s deklinací Slunce, která se v průběhu roku mění. Na začátku 3. tisíciletí je tímto obdobím polovina května a konec července. V 7. století př. n. l. měly Jesličky rektascenzi 6h a nacházely se tak v nejsevernějším bodě, kterého mohou na pozemské obloze dosáhnout. Jejich deklinace tehdy byla 25°, což je velmi blízko deklinaci Slunce 23,5° při severním letním slunovratu, který nastává kolem 21. června.
V následujících tisíciletích Jesličky zaujímají polohu stále více posunutou směrem k jihu. Když v 7. století př. n. l. procházelo Slunce 1,5° od Jesliček kolem 21. června, v první polovině 21. století tento průchod nastává mezi 29. a 30. červencem a na začátku 7. tisíciletí se bude shodovat s podzimní rovnodenností.
Kolem roku 12 250 budou mít Jesličky rektascenzi 18h a dosáhnou tak svého nejjižnějšího bodu. Stále však budou ležet 1,5° severně od ekliptiky a jejich deklinace tak bude -22°, což je podobné deklinaci Slunce při severním zimním slunovratu, který připadá na 21. nebo 22. prosinec. Tehdy bude tato hvězdokupa nejlépe viditelná na jižní polokouli, kde také bude vycházet nejvýše nad obzor.

## Historie pozorování

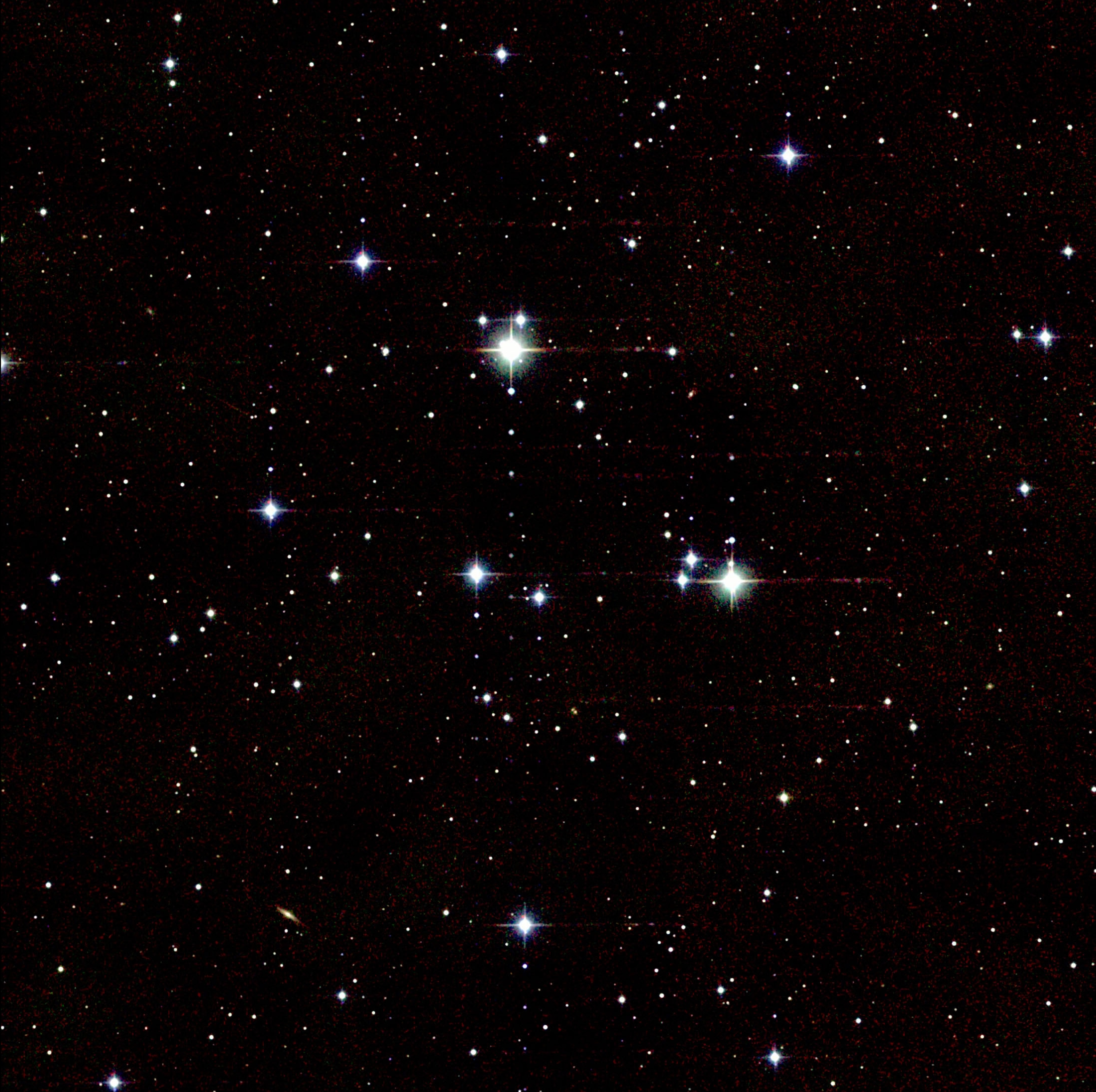
Snímek středové oblasti Jesliček, kde leží její nejhmotnější hvězdy

Tato hvězdokupa je známa odpradávna, protože je jako mlhavý objekt snadno viditelná pouhým okem. Zmiňoval se o ní již kolem r. 260 př. n. l. starořecký básník Aratos ve své knize Fainomena. Podnětem k sepsání tohoto díla byla pravděpodobně tvorba Eudoxa z Knidu. Aratos tento objekt popsal jako „malý oblak“ a napsal, že když jsou na čisté obloze vidět dvě hvězdy, ležící na obou stranách hvězdokupy, ale nikoli hvězdokupa samotná, je to známka přicházejícího deště. Klaudios Ptolemaios ji popsal jako „mlhavou hmotu na prsou Raka“.
Řekové a Římané si tuto hvězdokupu představovali jako jesle (což je přesný význam latinského slova „præsepe“), ze kterých se krmí dva oslíci, představovaní hvězdami Asellus Borealis (γ Cancri, Severní oslík) a Asellus Australis (δ Cancri, Jižní oslík). Na těchto oslech jeli Dionýsos a Silénos při svém tažení proti Titánům.
Optickým přístrojem tuto hvězdokupu poprvé pozoroval Galileo Galilei v roce 1609 a byl tak schopen ji rozložit na asi 40 hvězd.
4. března 1769 určil Charles Messier její přesné souřadnice a přidal ji do svého slavného katalogu pod číslem 44. Zařazení této hvězdokupy, a stejně tak Plejád (M45) a Mlhoviny v Orionu (M42), do Messierova katalogu zůstává záhadou, protože ostatní objekty v katalogu jsou mnohem méně jasné. Messier totiž svůj katalog zamýšlel jako seznam objektů, které by se daly splést s kometami, což tyto jasné objekty nesplňují. Možným vysvětlením by mohlo být, že chtěl před vydáním svého katalogu navýšit počet jeho objektů, aby překonal 42 objektů v jiném katalogu, který v roce 1755 vydal Nicolas-Louis de Lacaille.
Tuto hvězdokupu a její nejjasnější hvězdy včetně ε Cancri v roce 1831 podrobně popsal astronom a admirál Smyth a připsal i návod k jejímu nalezení. Ve stejném roce hvězdokupu pozoroval i John Herschel, který si ji nejprve zapsal pod označením „h 517“ a v roce 1864 ji zapsal do svého katalogu General Catalogue of Nebulae and Clusters pod označením „GC 1681“ a s názvem Praesepe Cancri. John Dreyer ji nakonec zapsal do svého slavného katalogu New General Catalogue pod označením „NGC 2632“.

## Složení

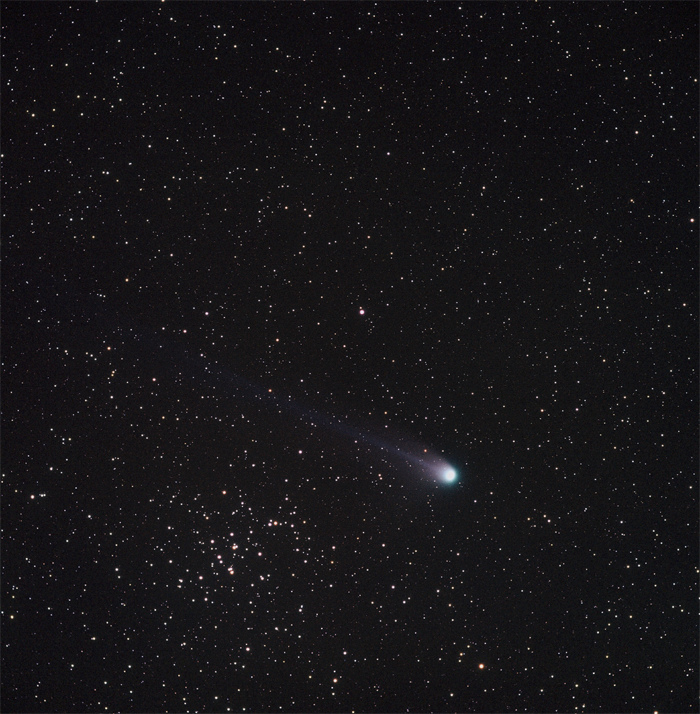
Snímek komety C/2001 Q4 (NEAT) přecházející kolem Jesliček. Kromě komet mohou na obloze hvězdokupu míjet i planety a Měsíc, protože leží velmi blízko ekliptiky. Hvězda uprostřed snímku je Asellus Borealis.

Hvězdokupa Jesličky souhrnně obsahuje přinejmenším tisícovku gravitačně vázaných hvězd, které mají dohromady hmotnost 500 až 600 hmotností Slunce. Výzkum z roku 2007 potvrdil 1 010 členů hvězdokupy, z nichž 68 % tvoří červení trpaslíci spektrální třídy M, 30 % celkového počtu jsou hvězdy podobné Slunci, které mají třídu F, G a K a zbylá 2 % připadají na jasné hvězdy třídy A. Dále hvězdokupa obsahuje čtyři červené obry třídy K0III a jednoho žlutého obra třídy G0III.
Nejjasnějším členem Jesliček je hvězda ε Cancri, což je bílá hvězda spektrální třídy A5V s magnitudou 6,29, ležící v jihozápadním cípu čtyřúhelníku, který uprostřed hvězdokupy tvoří čtveřice hvězd šesté magnitudy (ε Cancri, EP Cancri, 42 Cancri a HD 73710). Do 7. magnitudy obsahuje hvězdokupa 13 členů, do 8. magnitudy 22 členů,
při omezení desátou magnitudou je to kolem 80 hvězd a do 17. magnitudy bylo napočítáno asi 350 jejích členů.
Poloměr střední části hvězdokupy se odhaduje na 3,5 parseků (11,4 světelných let) a její gravitační vliv sahá do vzdálenosti 12 parseků (39 světelných let). V jejích okrajových oblastech je však obtížné rozlišit, které hvězdy jsou k ní opravdu gravitačně vázané. Polovina hmoty hvězdokupy je soustředěna v oblasti o poloměru 3,9 parseků. Jako různé mnohé další otevřené hvězdokupy, vykazují i Jesličky známky hmotového rozdělení,
což je stav, kdy se jasné a hmotné hvězdy hromadí ve střední části hvězdokupy, zatímco menší a méně jasné hvězdy převládají v jejích okrajových oblastech, takzvaném halu.
V Jesličkách je přítomno velké množství proměnných hvězd. Byla jich napočítána přibližně stovka a mnoho z nich je typu Delta Scuti, což jsou hvězdy spektrální třídy A, které opouští ustálené období hvězd hlavní posloupnosti a vstupují do stavu hvězdných obrů. Mezi těmito hvězdami vyniká BU Cancri (HD 73756), která je spektrální třídy A7V a neradiálně pulzuje (některé části povrchu hvězdy se smršťují a ve stejném okamžiku se jiné části povrchu rozpínají)
na pěti hlavních kmitočtech v rozsahu 16,69 až 19,87 pulzů za den.
Další proměnnou hvězdou je TX Cancri, která patří mezi zákrytové proměnné dvojhvězdy. Její perioda je necelých 0,38 dne a její magnituda kolísá v rozsahu 10,0 až 10,4.
Jesličky jsou jednou z mála hvězdokup ve vzdálenosti do několika stovek parseků, které obsahují významné množství bílých trpaslíků. První z nich byli v Jesličkách objeveni v průběhu 60. let 20. století
a do roku 2006 jich bylo známo 11. Tito trpaslíci byli původně nejhmotnějšími členy hvězdokupy spektrální třídy B, kteří se vyvinuli do poslední fáze života hvězdy. Přesný spektroskopický rozbor těchto hvězd ukázal, že některé z těchto hvězd mají zajímavé vlastnosti. Předně je třeba zmínit hvězdu WD0836+197, která mohla vzniknout zhroucením modrého opozdilce, což je hvězda, která vzniká sloučením dvou původně nezávislých hvězd. Dalším zvláštním členem je hvězda WD0837+185, což je dvojhvězdná soustava navzájem se obíhajícími zhroucenými hvězdami.
Na rozdíl od bílých trpaslíků se zdá, že hnědí trpaslíci jsou v Jesličkách velmi vzácní,
pravděpodobně proto, že byli z vnějšího hala hvězdokupy vyhnáni slapovými silami.

## Vzdálenost
Díky své blízkosti k Zemi a velké galaktické šířce o hodnotě 32,5° mohou být Jesličky pozorovány a studovány bez potíží, které jsou u jiných hvězdokup způsobeny zakrývajícími zvláště hustými pásy mezihvězdného prachu, což s sebou přináší nutnost přepočtu naměřených hodnot.
Nejranější odhady vzdálenosti Jesliček byly založeny na měření paralaxy jejích hvězd. Měřením fyzických vlastností hvězdokupy se zabýval výzkum z roku 1927 a naměřením paralaxy o hodnotě 0,0073″ byla určena vzdálenost 137 parseků (450 světelných let). Následné odhady byly založeny na zjišťování fotometrických vlastností hvězdokupy, pomocí kterých je možné získat poměrně přesný odhad její vzdálenosti. Se zvyšováním přesnosti různých způsobů měření paralaxy bylo možné získávat stále přesnější hodnotu její paralaxy. Spojením obou metod v roce 1994 byla vzdálenost Jesliček odhadnuta na 192 parseků (626 světelných let).
Po vypuštění družice Hipparcos se značně zvýšila přesnost měření paralaxy i počet změřených hvězd. Nejprve bylo o jednotlivých členech Jesliček získáno poměrně málo dat, protože hvězdokupa leží blízko ekliptiky.
Postupem času ovšem satelit upřesňoval naměřené hodnoty potvrzených členů hvězdokupy a podle toho byl upřesňován i odhad jejich vzdálenosti.
Za nejpřesnější odhad, získaný spojením dat ze satelitu Hipparcos a fotometrických dat z H–R diagramu hvězdokupy, byla v roce 2009 považována vzdálenost 182 parseků (593 světelných let).
Data ze sondy Gaia přinesla další upřesnění vzdálenosti hvězdokupy pomocí ještě přesnějšího měření paralaxy. Měřením devíti set členů hvězdokupy byla její hodnota určena jako 0,005371″ a tomu odpovídající vzdálenost 186 parseků (607 světelných let).

## Rentgenové pozorování a srovnání s Hyádami
Z hlediska fyzických vlastností bývají Jesličky často srovnávány s Hyádami. Toto srovnávání spočívá v jejich společném místě vzniku a následně také srovnatelném stáří.

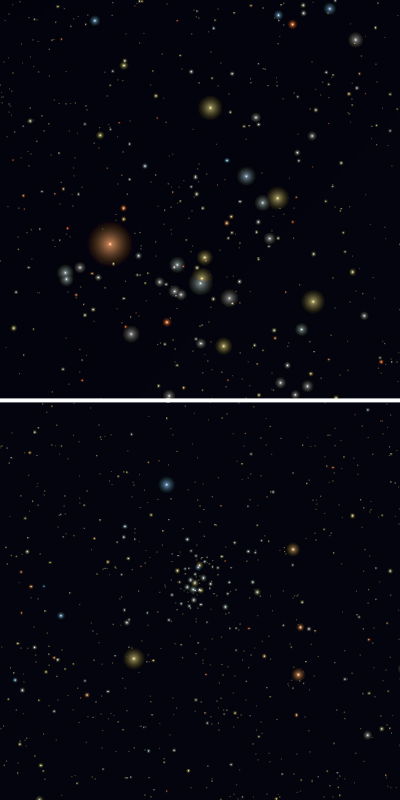
Obrázek ukazující ve stejném měřítku dvě stejně staré hvězdokupy: Hyády (nahoře) a Jesličky (dole)

Rentgenový průzkum Jesliček a Hyád družicí ROSAT ovšem ukázal značnou rozdílnost mezi vlastnostmi rentgenového záření červených trpaslíků obou hvězdokup, což by mohlo vyvrátit předpoklad společného stáří obou objektů. Kromě toho úroveň koronárního záření hvězd podobných Slunci ukázala, že by měly mít Jesličky větší stáří než Hyády, přestože podle H–R diagramu mají mít obě hvězdokupy stejné stáří.
Tato rozdílnost by mohla být vysvětlena tím, že málo hmotné hvězdy v Jesličkách kvůli jejich nižší metalicitě vyzařují méně rentgenového záření nebo rozdílnou rychlostí otáčení těchto hvězd.
Následný průzkum, který měl objasnit tuto záhadu a především zjistit, zda při zpracování dat z družice ROSAT nebyly přítomny i nějaké hvězdy, které do Jesliček ve skutečnosti nepatří, se zaměřil na radiální rychlost hvězd spektrálních tříd F, G a K a červených trpaslíků třídy M. Tento průzkum ověřil, že zpracovaná data neobsahovala významné množství hvězd, které by nebyly součástí hvězdokupy, takže důvod rozdílnosti musí být hledán jinde. Dále bylo u vybraných hvězd měřením záření Hα ověřeno, že se Hα záření jejich chromosféry neliší od hvězd v Hyádách.
V roce 2003 zkoumala hvězdokupu rentgenová družice XMM-Newton a změřila 200 zdrojů rentgenového záření, z nichž 48 bylo skutečnými členy hvězdokupy. Ve zkoumané oblasti oblohy takto bylo v rentgenové oblasti prozkoumáno 100 % hvězd podobných Slunci (spektrální typ F a G), 91 % hvězd typu K a 73 % trpaslíků třídy M. Tento výzkum zdánlivě odporuje výsledkům získaným dříve družicí ROSAT, která například u hvězd třídy K a M zjistila rentgenové vyzařování pouze ve 30 % případů, ale je nutno podotknout, že družice XMM-Newton zkoumala hvězdy v menší oblasti. Při porovnání výsledků družice XMM-Newton se srovnatelně velkou oblastí družice ROSAT se rozdílnost rentgenového vyzařování hvězd znatelně snižuje. Tato rozdílnost by tak mohla být z velké části způsobena slabšími členy Jesliček, kteří rentgenové záření nevydávají a leželi vně oblasti zkoumané družicí XMM-Newton.
Tým vědců kolem Karen Hollandové vyslovil domněnku, zda Jesličky nevznikly sloučením dvou různých otevřených hvězdokup: poukázali na to, že nejjasnější rentgenové zdroje patří téměř výlučně do střední části hvězdokupy. Naznačili také, že rozdílné stáří hvězd vynikne zejména při porovnání hvězd ve střední části hvězdokupy s hvězdami v podskupině, která je od hlavní části vzdálená přibližně 3 parseky.
Pozorování z družice XMM-Newton tak ve skutečnosti mohlo pokrývat pouze malou část hlavní části hvězdokupy a pravděpodobně tak zahrnovalo pouze jasnější (a tedy i mladší) členy hvězdokupy.
Výzkum z roku 2003 s družicí XMM-Newton neobjevil žádnou nesrovnalost ve vlastním pohybu hvězdokupy, a to ani současnou, ani v jejím historickém vývoji, jak by se dalo očekávat, pokud by hvězdokupa byla výsledkem sloučení dvou původně nezávislých hvězdokup.
Další rozdíl mezi Jesličkami a Hyádami se týká hmotové funkce červených trpaslíků o hmotnostech 0,6–0,05 {\displaystyle M_{\odot }}. Tato funkce popisuje, jak častý je ve hvězdokupě výskyt hvězd o různých hmotnostech. Vrchol funkce výskytu těchto hvězd se u Jesliček nachází kolem 0,1 {\displaystyle M_{\odot }}, zatímco u Hyád je tento vrchol kolem 0,35 {\displaystyle M_{\odot }}. Za předpokladu stejného stáří obou hvězdokup by tato nesrovnalost mohla být vysvětlena rozdílným průběhem jejich funkce počáteční hmotnosti, nebo ještě lépe tím, že některá z těchto hvězdokup mohla být při svém vývoji ovlivněna galaktickým okolím. Pozorovaná nesrovnalost mohla být způsobena tím, že každou hvězdokupu ovlivnil jinou měrou rozklad slapovými silami, což je jev, který se týká převážně starších hvězdokup.
Další znamení, které svědčí o rozdílnosti těchto hvězdokup, přinesl rozbor rychlosti otáčení jejich hvězd. Při předpokládaném stáří Hyád 625 milionů let ukázal vztah mezi otáčením a barvou jejich hvězd, že hvězdy v Jesličkách jsou o něco mladší, odhadem asi 578 ± 12 milionů let. To by mohlo znamenat, že Jesličky začaly vznikat 35 až 60 milionů let po vzniku Hyád. Jesličky by se tak svým stářím podobaly hvězdokupě Melotte 111 ve Vlasech Bereniky, jejíž stáří bylo stejným způsobem odhadnuto na 584 ± 10 milionů let.